# Meilleurs joueurs des 75 ans de la NBA
Pour marquer le 75e anniversaire de la ligue américaine de basket-ball, la National Basketball Association (NBA) a décidé de sélectionner, comme pour les 50 plus grands joueurs de l’histoire de la NBA en 1996, les 76 meilleurs joueurs de l'histoire de la ligue, soit la NBA 75th Anniversary Team ou NBA 75. Ils sont sélectionnés par un panel de membres des médias, de joueurs anciens et actuels, d'entraîneurs, de managers généraux et dirigeants d’équipe. La NBA a annoncé qu’elle révélerait 25 membres de la liste tous les jours du 19 octobre au 21 octobre. Cette liste fait partie de la célébration de l’anniversaire de la ligue au cours de la saison 2021-2022.

## Joueurs
Au moment de l'annonce de la liste, l'ensemble des joueurs sélectionnés combinent : 
- 158 titres de champion NBA.
- 62 titres de NBA Most Valuable Player (MVP).
- 48 titres de MVP des Finales NBA.
- 730 sélections au NBA All-Star Game.

Sur les 76 joueurs, l'ensemble des joueurs du cinquantenaire sont sélectionnés. 10 joueurs sont encore en activité au moment de l'annonce (Giánnis Antetokoúnmpo, Stephen Curry, Anthony Davis, Kevin Durant, James Harden, LeBron James, Kawhi Leonard, Damian Lillard, Chris Paul et Russell Westbrook).
| Italique | Italique       | Joueur encore en activité en NBA à l'annonce de la liste | Joueur encore en activité en NBA à l'annonce de la liste | Joueur encore en activité en NBA à l'annonce de la liste | Joueur encore en activité en NBA à l'annonce de la liste | Joueur encore en activité en NBA à l'annonce de la liste |
| Gras     | Gras           | Joueur absent du cinquantenaire de la NBA                | Joueur absent du cinquantenaire de la NBA                | Joueur absent du cinquantenaire de la NBA                | Joueur absent du cinquantenaire de la NBA                | Joueur absent du cinquantenaire de la NBA                |
| All-Star | All-Star       | Nombre d'apparitions au NBA All-Star Game                | Nombre d'apparitions au NBA All-Star Game                | Nombre d'apparitions au NBA All-Star Game                | Nombre d'apparitions au NBA All-Star Game                | Nombre d'apparitions au NBA All-Star Game                |
| Année    | Année          | Année de l'intronisation au Basketball Hall of Fame      | Année de l'intronisation au Basketball Hall of Fame      | Année de l'intronisation au Basketball Hall of Fame      | Année de l'intronisation au Basketball Hall of Fame      | Année de l'intronisation au Basketball Hall of Fame      |
| G        | Meneur/Arrière | Meneur/Arrière                                           | F                                                        | Ailier/Ailier fort                                       | C                                                        | Pivot                                                    |
| Pos      | Poste          | Poste                                                    | Pts                                                      | Points                                                   | Reb                                                      | Rebonds                                                  |
| Ast      | Ast            | Passes décisives                                         | Passes décisives                                         | MVP                                                      | Most Valuable Player                                     | Most Valuable Player                                     |

- Les statistiques sont prises en compte à l'issue de la saison 2021-2022.

| Joueur                    | Équipe(s) (années) | Pos | Pts    | Reb    | Ast    | Titres NBA remportés                                                  | Titres de MVP                          | Titres de MVP des Finales              | All-Star | Année | Réf.   |
| ------------------------- | --- | --- | ------ | ------ | ------ | --------------------------------------------------------------------- | -------------------------------------- | -------------------------------------- | -------- | ----- | ------ |
| Kareem Abdul-Jabbar       | Bucks de Milwaukee (1969-1975) Lakers de Los Angeles (1975-1989) | C   | 38 387 | 17 440 | 5 660  | 6 (1971, 1980, 1982, 1985, 1987, 1988)                                | 6 (1971, 1972, 1974, 1976, 1977, 1980) | 2 (1971, 1985)                         | 19       | 1995  | [ 3 ]  |
| Ray Allen                 | Bucks de Milwaukee (1996-2003) SuperSonics de Seattle (2003-2007) Celtics de Boston (2007-2012) Heat de Miami (2012-2014) | G   | 24 505 | 5 272  | 4 361  | 2 (2008, 2013)                                                        | Aucun                                  | Aucun                                  | 10       | 2018  | [ 4 ]  |
| Giánnis Antetokoúnmpo     | Bucks de Milwaukee (2013-2021) | F   | 12 319 | 5 371  | 2 632  | 1 (2021)                                                              | 2 (2019, 2020)                         | 1 (2021)                               | 5        | TBD   | [ 5 ]  |
| Carmelo Anthony           | Nuggets de Denver (2003-2011) Knicks de New York (2011-2017) Thunder d'Oklahoma City (2017-2018) Rockets de Houston (2018-2019) Trail Blazers de Portland (2019-2021)                                                              | F   | 27 370 | 7 520  | 3 354  | Aucun                                                                 | Aucun                                  | Aucun                                  | 10       | TBD   | [ 6 ]  |
| Nate Archibald            | Royals de Cincinnati / Kings de Kansas City-Omaha / Kings de Kansas City (1970-1976) Nets de New York (1976-1977) Celtics de Boston (1977-1983) Bucks de Milwaukee (1983-1984)                                                     | G   | 16 481 | 2 046  | 6 476  | 1 (1981)                                                              | Aucun                                  | Aucun                                  | 6        | 1991  | [ 7 ]  |
| Paul Arizin († 2006)      | Warriors de Philadelphie (1950-1952, 1954-1962) | F   | 16 266 | 6 129  | 1 665  | 1 (1956)                                                              | Aucun                                  | Aucun                                  | 10       | 1978  | [ 8 ]  |
| Charles Barkley           | 76ers de Philadelphie (1984-1992) Suns de Phoenix (1992-1996) Rockets de Houston (1996-2000) | F   | 23 757 | 12 546 | 4 215  | Aucun                                                                 | 1 (1993)                               | Aucun                                  | 11       | 2006  | [ 9 ]  |
| Rick Barry                | Warriors de San Francisco / Golden State (1965-1967, 1972-1978) Rockets de Houston (1978-1980) | F   | 18 395 | 5 168  | 4 017  | 1 (1975)                                                              | Aucun                                  | 1 (1975)                               | 8        | 1987  | [ 10 ] |
| Elgin Baylor († 2021)     | Lakers de Minneapolis / Los Angeles (1957-1971) | F   | 23 149 | 11 463 | 3 650  | Aucun                                                                 | Aucun                                  | Aucun                                  | 11       | 1977  | [ 11 ] |
| Dave Bing                 | Pistons de Détroit (1966-1975) Bullets de Washington (1975-1977) Celtics de Boston (1977-1978) | G   | 18 327 | 3 420  | 5 397  | Aucun                                                                 | Aucun                                  | Aucun                                  | 7        | 1990  | [ 12 ] |
| Larry Bird                | Celtics de Boston (1979-1992) | F   | 21 791 | 8 974  | 5 695  | 3 (1981, 1984, 1986)                                                  | 3 (1984, 1985, 1986)                   | 2 (1984, 1986)                         | 12       | 1998  | [ 13 ] |
| Kobe Bryant († 2020)      | Lakers de Los Angeles (1996-2016) | G   | 33 643 | 7 047  | 6 306  | 5 (2000, 2001, 2002, 2009, 2010)                                      | 1 (2008)                               | 2 (2009, 2010)                         | 18       | 2020  | [ 14 ] |
| Wilt Chamberlain († 1999) | Warriors de Philadelphie / San Francisco (1959-1965) 76ers de Philadelphie (1965-1968) Lakers de Los Angeles (1968-1973) | C   | 31 419 | 23 924 | 4 643  | 2 (1967, 1972)                                                        | 4 (1960, 1966, 1967, 1968)             | 1 (1972)                               | 13       | 1979  | [ 15 ] |
| Bob Cousy                 | Celtics de Boston (1950-1963) Royals de Cincinnati (1969-1970) | G   | 16 960 | 4 786  | 6 955  | 6 (1957, 1959, 1960, 1961, 1962, 1963)                                | 1 (1957)                               | Aucun                                  | 13       | 1971  | [ 16 ] |
| Dave Cowens               | Celtics de Boston (1970-1980) Bucks de Milwaukee (1982-1983) | C   | 13 516 | 10 444 | 2 910  | 2 (1974, 1976)                                                        | 1 (1973)                               | Aucun                                  | 7        | 1991  | [ 17 ] |
| Billy Cunningham          | 76ers de Philadelphie (1965-1972, 1974-1976) | F   | 13 626 | 6 638  | 2 625  | 2 (1967, 1983)                                                        | Aucun                                  | Aucun                                  | 4        | 1986  | [ 18 ] |
| Stephen Curry             | Warriors de Golden State (2009-2021) | G   | 18 434 | 3 503  | 4 984  | 3 (2015, 2017, 2018)                                                  | 2 (2015, 2016)                         | Aucun                                  | 7        | TBD   | [ 19 ] |
| Anthony Davis             | Hornets / Pelicans de La Nouvelle-Orléans (2012-2019) Lakers de Los Angeles (2019-2021) | F/C | 13 463 | 5 769  | 1 292  | 1 (2020)                                                              | Aucun                                  | Aucun                                  | 8        | TBD   | [ 20 ] |
| Dave DeBusschere († 2003) | Pistons de Détroit (1962-1968) Knicks de New York (1968-1974) | F   | 14 053 | 9 618  | 2 497  | 2 (1970, 1973)                                                        | Aucun                                  | Aucun                                  | 8        | 1983  | [ 21 ] |
| Clyde Drexler             | Trail Blazers de Portland (1983-1995) Rockets de Houston (1995-1998) | G   | 22 195 | 6 677  | 6 125  | 1 (1995)                                                              | Aucun                                  | Aucun                                  | 10       | 2004  | [ 22 ] |
| Tim Duncan                | Spurs de San Antonio (1998-2016) | F/C | 26 496 | 15 091 | 4 225  | 5 (1999, 2003, 2005, 2007, 2014)                                      | 2 (2002, 2003)                         | 3 (1999, 2003, 2005)                   | 15       | 2020  | [ 23 ] |
| Kevin Durant              | SuperSonics de Seattle / Thunder d'Oklahoma City (2007-2016) Warriors de Golden State (2016-2019) Nets de Brooklyn (2019-2023) Suns de Phoenix (2023-)                                                                             | F   | 23 883 | 6 239  | 3 681  | 2 (2017, 2018)                                                        | 1 (2014)                               | 2 (2017, 2018)                         | 11       | TBD   | [ 24 ] |
| Julius Erving             | 76ers de Philadelphie (1976-1987) | F   | 18 364 | 5 601  | 3 224  | 1 (1983)                                                              | 1 (1981)                               | Aucun                                  | 11       | 1993  | [ 25 ] |
| Patrick Ewing             | Knicks de New York (1985-2000) SuperSonics de Seattle (2000-2001) Magic d'Orlando (2001-2002) | C   | 24 815 | 11 607 | 2 215  | Aucun                                                                 | Aucun                                  | Aucun                                  | 11       | 2008  | [ 26 ] |
| Walt Frazier              | Knicks de New York (1967-1977) Cavaliers de Cleveland (1977-1980) | G   | 15 581 | 4 830  | 5 040  | 2 (1970, 1973)                                                        | Aucun                                  | Aucun                                  | 7        | 1987  | [ 27 ] |
| Kevin Garnett             | Timberwolves du Minnesota (1995-2007, 2015-2016) Celtics de Boston (2007-2013) Nets de Brooklyn (2013-2015) | F   | 26 071 | 14 662 | 5 445  | 1 (2008)                                                              | 1 (2004)                               | Aucun                                  | 15       | 2020  | [ 28 ] |
| George Gervin             | Spurs de San Antonio (1976-1985) Bulls de Chicago (1985-1986) | G   | 20 708 | 3 607  | 2 214  | Aucun                                                                 | Aucun                                  | Aucun                                  | 9        | 1996  | [ 29 ] |
| Hal Greer († 2018)        | Nationals de Syracuse / 76ers de Philadelphie (1958-1973) | G   | 21 586 | 5 665  | 4 540  | 1 (1967)                                                              | Aucun                                  | Aucun                                  | 10       | 1982  | [ 30 ] |
| James Harden              | Thunder d'Oklahoma City (2009-2012) Rockets de Houston (2012-2021) Nets de Brooklyn (2021) | G   | 22 045 | 4 794  | 5 730  | Aucun                                                                 | 1 (2018)                               | Aucun                                  | 9        | TBD   | [ 31 ] |
| John Havlicek († 2019)    | Celtics de Boston (1962-1978) | F/G | 26 395 | 8 007  | 6 114  | 8 (1963, 1964, 1965, 1966, 1968, 1969, 1974, 1976)                    | Aucun                                  | 1 (1974)                               | 13       | 1984  | [ 32 ] |
| Elvin Hayes               | Rockets de San Diego / Houston (1968-1972, 1981-1984) Bullets de Baltimore / Capital / Washington (1972-1981) | F/C | 27 313 | 16 279 | 2 398  | 1 (1978)                                                              | Aucun                                  | Aucun                                  | 12       | 1990  | [ 33 ] |
| Allen Iverson             | 76ers de Philadelphie (1996-2006, 2009-2010) Nuggets de Denver (2006-2008) Pistons de Détroit (2008-2009) Grizzlies de Memphis (2009)                                                                                              | G   | 24 368 | 3 394  | 5 624  | Aucun                                                                 | 1 (2001)                               | Aucun                                  | 11       | 2016  | [ 34 ] |
| LeBron James              | Cavaliers de Cleveland (2003-2010, 2014-2018) Heat de Miami (2010-2014) Lakers de Los Angeles (2018-2021) | F   | 35 367 | 9 751  | 9 696  | 4 (2012, 2013, 2016, 2020)                                            | 4 (2009, 2010, 2012, 2013)             | 4 (2012, 2013, 2016, 2020)             | 17       | TBD   | [ 35 ] |
| Magic Johnson             | Lakers de Los Angeles (1979-1991, 1996) | G   | 17 707 | 6 559  | 10 141 | 5 (1980, 1982, 1985, 1987, 1988)                                      | 3 (1987, 1989, 1990)                   | 3 (1980, 1982, 1987)                   | 12       | 2002  | [ 36 ] |
| Sam Jones                 | Celtics de Boston (1957-1969) | G   | 15 411 | 4 305  | 2 209  | 10 (1959, 1960, 1961, 1962, 1963, 1964, 1965, 1966, 1968, 1969)       | Aucun                                  | Aucun                                  | 5        | 1984  | [ 37 ] |
| Michael Jordan            | Bulls de Chicago (1984-1993, 1995-1998) Wizards de Washington (2001-2003) | G   | 32 292 | 6 672  | 5 633  | 6 (1991, 1992, 1993, 1996, 1997, 1998)                                | 5 (1988, 1991, 1992, 1996, 1998)       | 6 (1991, 1992, 1993, 1996, 1997, 1998) | 14       | 2009  | [ 38 ] |
| Jason Kidd                | Mavericks de Dallas (1994-1998, 2008-2012) Suns de Phoenix (1996-2001) Nets du New Jersey (2001-2008) Knicks de New York (2012-2013)                                                                                               | G   | 17 529 | 8 725  | 12 091 | 1 (2011)                                                              | Aucun                                  | Aucun                                  | 10       | 2018  | [ 39 ] |
| Kawhi Leonard             | Spurs de San Antonio (2011-2018) Raptors de Toronto (2018-2019) Clippers de Los Angeles (2019-2021) | F   | 11 085 | 3 689  | 1 672  | 2 (2014, 2019)                                                        | Aucun                                  | 2 (2014, 2019)                         | 5        | TBD   | [ 40 ] |
| Damian Lillard            | Trail Blazers de Portland (2012-2021) | G   | 16 815 | 2 856  | 4 514  | Aucun                                                                 | Aucun                                  | Aucun                                  | 6        | TBD   | [ 41 ] |
| Jerry Lucas               | Royals de Cincinnati (1963-1969) Warriors de San Francisco (1969-1971) Knicks de New York (1971-1974) | F   | 14 053 | 12 942 | 2 732  | 1 (1973)                                                              | Aucun                                  | Aucun                                  | 7        | 1980  | [ 42 ] |
| Karl Malone               | Jazz de l'Utah (1985-2003) Lakers de Los Angeles (2003-2004) | F   | 36 928 | 14 968 | 5 248  | Aucun                                                                 | 2 (1997, 1999)                         | Aucun                                  | 14       | 2010  | [ 43 ] |
| Moses Malone († 2015)     | Braves de Buffalo (1976) Rockets de Houston (1976-1982) 76ers de Philadelphie (1982-1986, 1993-1994) Bullets de Washington (1986-1988) Hawks d'Atlanta (1988-1991) Bucks de Milwaukee (1991-1993) Spurs de San Antonio (1994-1995) | C   | 27 409 | 16 212 | 1 796  | 1 (1983)                                                              | 3 (1979, 1982, 1983)                   | 1 (1983)                               | 12       | 2001  | [ 44 ] |
| Pete Maravich († 1988)    | Hawks d'Atlanta (1970-1974) Jazz de La Nouvelle-Orléans / Utah (1974-1980) Celtics de Boston (1980) | G   | 15 948 | 2 747  | 3 563  | Aucun                                                                 | Aucun                                  | Aucun                                  | 5        | 1987  | [ 45 ] |
| Bob McAdoo                | Braves de Buffalo (1970-1976) Knicks de New York (1976-1979) Celtics de Boston (1979) Pistons de Détroit (1979-1981) Lakers de Los Angeles (1981-1985) 76ers de Philadelphie (1986)                                                | F/C | 18 787 | 8 048  | 1 951  | 2 (1982, 1985)                                                        | 1 (1975)                               | Aucun                                  | 5        | 2000  | [ 46 ] |
| Kevin McHale              | Celtics de Boston (1980-1993) | F   | 17 335 | 7 122  | 1 670  | 3 (1981, 1984, 1986)                                                  | Aucun                                  | Aucun                                  | 7        | 1999  | [ 47 ] |
| George Mikan († 2005)     | Lakers de Minneapolis (1948-1956) | C   | 10 156 | 4 167  | 1 245  | 5 (1949, 1950, 1952, 1953, 1954)                                      | Aucun                                  | Aucun                                  | 4        | 1959  | [ 48 ] |
| Reggie Miller             | Pacers de l'Indiana(1987-2005) | G   | 25 279 | 4 182  | 4 141  | Aucun                                                                 | Aucun                                  | Aucun                                  | 5        | 2012  | [ 49 ] |
| Earl Monroe               | Bullets de Baltimore (1967-1971) Knicks de New York (1971-1980) | G   | 17 454 | 2 796  | 3 594  | 1 (1973)                                                              | Aucun                                  | Aucun                                  | 4        | 1990  | [ 50 ] |
| Steve Nash                | Suns de Phoenix (1996-1998, 2004-2012) Mavericks de Dallas (1998-2004) Lakers de Los Angeles (2012-2016) | G   | 17 387 | 3 642  | 10 335 | Aucun                                                                 | 2 (2005, 2006)                         | Aucun                                  | 8        | 2018  | [ 51 ] |
| Dirk Nowitzki             | Mavericks de Dallas (1998-2019) | F   | 31 560 | 11 489 | 3 651  | 1 (2011)                                                              | 1 (2007)                               | 1 (2011)                               | 14       | 2023  | [ 52 ] |
| Hakeem Olajuwon           | Rockets de Houston (1984-2001) Raptors de Toronto (2001-2002) | C   | 26 946 | 13 748 | 3 058  | 2 (1994, 1995)                                                        | 1 (1994)                               | 2 (1994, 1995)                         | 12       | 2008  | [ 53 ] |
| Shaquille O'Neal          | Magic d'Orlando (1992-1996) Lakers de Los Angeles (1996-2004) Heat de Miami (2004-2008) Suns de Phoenix (2008-2009) Cavaliers de Cleveland (2009-2010) Celtics de Boston (2010-2011)                                               | C   | 28 596 | 13 099 | 3 026  | 4 (2000, 2001, 2002, 2006)                                            | 1 (2000)                               | 3 (2000, 2001, 2002)                   | 15       | 2016  | [ 54 ] |
| Robert Parish             | Warriors de Golden State (1976-1980) Celtics de Boston (1980-1994) Hornets de Charlotte (1994-1996) Bulls de Chicago (1996-1997)                                                                                                   | C   | 23 334 | 14 715 | 2 180  | 4 (1981, 1984, 1986, 1997)                                            | Aucun                                  | Aucun                                  | 9        | 2003  | [ 55 ] |
| Chris Paul                | Hornets de La Nouvelle-Orléans (2005-2011) Clippers de Los Angeles (2011-2017) Rockets de Houston (2017-2019) Thunder d'Oklahoma City (2019-2020) Suns de Phoenix (2020-2021)                                                      | G   | 19 978 | 4 923  | 10 275 | Aucun                                                                 | Aucun                                  | Aucun                                  | 11       | TBD   | [ 56 ] |
| Gary Payton               | SuperSonics de Seattle (1990-2003) Bucks de Milwaukee (2003) Lakers de Los Angeles (2003-2004) Celtics de Boston (2004-2005) Heat de Miami (2005-2007)                                                                             | G   | 21 813 | 5 269  | 8 966  | 1 (2006)                                                              | Aucun                                  | Aucun                                  | 9        | 2013  | [ 57 ] |
| Bob Pettit                | Hawks de Milwaukee / Saint Louis (1954-1965) | F   | 20 880 | 12 849 | 2 369  | 1 (1958)                                                              | 2 (1956, 1959)                         | Aucun                                  | 11       | 1971  | [ 58 ] |
| Paul Pierce               | Celtics de Boston (1999-2013) Nets de Brooklyn (2013-2014) Wizards de Washington (2014-2015) Clippers de Los Angeles (2015-2017)                                                                                                   | F   | 26 397 | 7 527  | 4 708  | 1 (2008)                                                              | Aucun                                  | 1 (2008)                               | 10       | 2021  | [ 59 ] |
| Scottie Pippen            | Bulls de Chicago (1987-1998, 2003-2004) Rockets de Houston (1998-1999) Trail Blazers de Portland (1999-2003) | F   | 18 940 | 7 494  | 6 135  | 6 (1991, 1992, 1993, 1996, 1997, 1998)                                | Aucun                                  | Aucun                                  | 7        | 2010  | [ 60 ] |
| Willis Reed               | Knicks de New York (1964-1974) | C/F | 12 183 | 8 414  | 1 186  | 2 (1970, 1973)                                                        | 1 (1970)                               | 2 (1970, 1973)                         | 7        | 1982  | [ 61 ] |
| Oscar Robertson           | Royals de Cincinnati (1960-1970) Bucks de Milwaukee (1970-1974) | G   | 26 710 | 7 804  | 9 887  | 1 (1971)                                                              | 1 (1964)                               | Aucun                                  | 12       | 1980  | [ 62 ] |
| David Robinson            | Spurs de San Antonio (1989-2003) | C   | 20 790 | 10 497 | 2 441  | 2 (1999, 2003)                                                        | 1 (1995)                               | Aucun                                  | 10       | 2009  | [ 63 ] |
| Dennis Rodman             | Pistons de Détroit (1986-1993) Spurs de San Antonio (1993-1995) Bulls de Chicago (1995-1998) Lakers de Los Angeles (1999) Mavericks de Dallas (2000)                                                                               | F   | 6 683  | 11 954 | 1 600  | 5 (1989, 1990, 1996, 1997, 1998)                                      | Aucun                                  | Aucun                                  | 2        | 2011  | [ 64 ] |
| Bill Russell († 2022)     | Celtics de Boston (1956-1969) | C   | 14 522 | 21 620 | 4 100  | 11 (1957, 1959, 1960, 1961, 1962, 1963, 1964, 1965, 1966, 1968, 1969) | 5 (1958, 1961, 1962, 1963, 1965)       | Aucun                                  | 12       | 1975  | [ 65 ] |
| Dolph Schayes († 2015)    | Nationals de Syracuse / 76ers de Philadelphie (1949-1964) | F   | 18 438 | 11 256 | 3 072  | 1 (1955)                                                              | Aucun                                  | Aucun                                  | 12       | 1973  | [ 66 ] |
| Bill Sharman († 2013)     | Capitols de Washington (1950-1951) Celtics de Boston (1951-1961) | G   | 12 665 | 2 779  | 2 101  | 4 (1957, 1959, 1960, 1961)                                            | Aucun                                  | Aucun                                  | 8        | 1976  | [ 67 ] |
| John Stockton             | Jazz de l'Utah (1984-2003) | G   | 19 711 | 4 051  | 15 806 | Aucun                                                                 | Aucun                                  | Aucun                                  | 10       | 2009  | [ 68 ] |
| Isiah Thomas              | Pistons de Détroit (1981-1994) | G   | 18 822 | 3 478  | 9 061  | 2 (1989, 1990)                                                        | Aucun                                  | 1 (1990)                               | 12       | 2000  | [ 69 ] |
| Nate Thurmond († 2016)    | Warriors de San Francisco / Golden State (1963-1974) Bulls de Chicago (1974-1975) Cavaliers de Cleveland (1975-1977) | C   | 14 437 | 14 464 | 2 575  | Aucun                                                                 | Aucun                                  | Aucun                                  | 7        | 1985  | [ 70 ] |
| Wes Unseld († 2020)       | Bullets de Baltimore / Capital / Washington (1968-1981) | C   | 10 624 | 13 769 | 3 822  | 1 (1978)                                                              | 1 (1969)                               | 1 (1978)                               | 5        | 1988  | [ 71 ] |
| Dwyane Wade               | Heat de Miami (2003-2016, 2018-2019) Bulls de Chicago (2016-2017) Cavaliers de Cleveland (2017-2018) | G   | 23 165 | 4 933  | 5 701  | 3 (2006, 2012, 2013)                                                  | Aucun                                  | 1 (2006)                               | 13       | 2023  | [ 72 ] |
| Bill Walton               | Trail Blazers de Portland (1974-1979) Clippers de San Diego / Los Angeles (1979, 1983-1985) Celtics de Boston (1985-1987) | C   | 6 215  | 4 923  | 1 590  | 2 (1977, 1986)                                                        | 1 (1978)                               | 1 (1977)                               | 2        | 1993  | [ 73 ] |
| Jerry West                | Lakers de Los Angeles (1960-1974) | G   | 25 192 | 5 366  | 6 238  | 1 (1972)                                                              | Aucun                                  | 1 (1969)                               | 14       | 1980  | [ 74 ] |
| Russell Westbrook         | Thunder d'Oklahoma City (2008-2019) Rockets de Houston (2019-2020) Wizards de Washington (2020-2021) Lakers de Los Angeles (2021-2023)                                                                                             | G   | 21 857 | 6 961  | 8 061  | Aucun                                                                 | 1 (2017)                               | Aucun                                  | 9        | TBD   | [ 75 ] |
| Lenny Wilkens             | Hawks de Saint Louis (1960-1968) SuperSonics de Seattle (1968-1972) Cavaliers de Cleveland (1972-1974) Trail Blazers de Portland (1974-1975)                                                                                       | G   | 17 772 | 5 030  | 7 211  | 1 (1979)                                                              | Aucun                                  | Aucun                                  | 9        | 1989  | [ 76 ] |
| Dominique Wilkins         | Hawks d'Atlanta (1982-1994) Clippers de Los Angeles (1994) Celtics de Boston (1994-1995) Spurs de San Antonio (1996-1997) Magic d'Orlando (1999)                                                                                   | F   | 26 668 | 7 169  | 2 677  | Aucun                                                                 | Aucun                                  | Aucun                                  | 9        | 2006  | [ 77 ] |
| James Worthy              | Lakers de Los Angeles (1982-1994) | F   | 16 320 | 4 708  | 2 791  | 3 (1985, 1987, 1988)                                                  | Aucun                                  | 1 (1988)                               | 7        | 2003  | [ 78 ] |

## Liste des 15 meilleurs entraîneurs de l'histoire de la NBA
|                                                                                           |  |  |
| Red Auerbach (à gauche) et Phil Jackson (à droite), les deux entraîneurs les plus titrés. |  |  |

Les médias ont élu à côté des 76 meilleurs joueurs, les 15 meilleurs entraineurs de l'histoire de la NBA. Sur les 15 entraîneurs, huit d'entre eux, étaient déjà membres du Top 10 des entraîneurs de l'histoire de la NBA en 1996 ; Bill Fitch et John Kundla ont été retirés de la nouvelle sélection. Quatre entraîneurs sont encore en activité au moment de l'annonce : Steve Kerr, Gregg Popovich, Doc Rivers et Erik Spoelstra. Six d'entre eux sont décédés : Red Holzman en 1998, Red Auerbach en 2006, Chuck Daly en 2009, Jack Ramsay en 2014, K. C. Jones et Jerry Sloan en 2020. Don Nelson et Sloan sont les seuls membres à n’avoir jamais remporté un titre NBA en tant qu’entraîneur. Lenny Wilkens est le seul membre de la liste des entraîneurs à avoir été choisi comme membre de la liste des joueurs. Dix des 15 entraîneurs sont également membres du Basketball Hall of Fame en tant qu'entraîneur, et Nelson a été le plus récemment intronisé en 2012.
| *             | Élu au Basketball Hall of Fame                            |
| (parenthèses) | Année de l'introduction au Hall au Fame                   |
| Gras          | Entraîneur toujours en activité au moment de la sélection |

- Les statistiques sont prises en compte jusqu'au 9 février 2022, à l'annonce de la sélection.

| Entraîneur             | Équipe(s) | Pourcentage de victoires | Titres remportés                                                      | Titres de NBA Coach of the Year | Réf.   |
| ---------------------- | --- | ------------------------ | --------------------------------------------------------------------- | ------------------------------- | ------ |
| Red Auerbach* (1969)   | Capitols de Washington (1946-1949) Blackhawks de Tri-Cities (1950) Celtics de Boston (1951-1966) | 938-479 (66.2)           | 9 (1957, 1959, 1960, 1961, 1962, 1963, 1964, 1965, 1966)              | 1 (1965)                        | [ 82 ] |
| Larry Brown* (2002)    | Nuggets de Denver (1976-1979) Nets du New Jersey (1981-1983) Spurs de San Antonio (1988-1992) Clippers de Los Angeles (1992-1992) Pacers de l'Indiana (1993-1997) 76ers de Philadelphie (1997-2003) Pistons de Détroit (2003-2005) Knicks de New York (2005-2006) Bobcats de Charlotte (2008-2010) | 1 098-904 (54.8)         | 1 (2004)                                                              | 1 (2001)                        | [ 83 ] |
| Chuck Daly* (1994)     | Cavaliers de Cleveland (1982) Pistons de Détroit (1984-1992) Nets du New Jersey (1993-1994) Magic d'Orlando (1998-1999) | 638-437 (59.3)           | 2 (1989, 1990)                                                        | Aucun                           | [ 84 ] |
| Red Holzman* (1986)    | Hawks de Saint-Louis/Milwaukee (1954-1956) Knicks de New York (1967-1982) | 696-604 (53.5)           | 2 (1970, 1973)                                                        | 1 (1970)                        | [ 85 ] |
| Phil Jackson* (2007)   | Bulls de Chicago (1989-1998) Lakers de Los Angeles (2000-2004, 2006-2011) | 1 155-485 (70.4)         | 11 (1991, 1992, 1993, 1996, 1997, 1998, 2000, 2001, 2002, 2009, 2010) | 1 (1996)                        | [ 86 ] |
| K. C. Jones            | Bullets de la Capitale / Washington (1973-1976) Celtics de Boston (1983-1988) SuperSonics de Seattle (1990-1992) | 522-252 (67.4)           | 2 (1984, 1986)                                                        | Aucun                           | [ 87 ] |
| Steve Kerr             | Warriors de Golden State (2014-actuel) | 376-171 (68.7)           | 3 (2015, 2017, 2018)                                                  | 1 (2016)                        | [ 88 ] |
| Don Nelson* (2012)     | Bucks de Milwaukee (1976-1987) Warriors de Golden State (1988-1994, 2006-2010) Knicks de New York (1996) Mavericks de Dallas (1998-2005) | 1 335-1 063 (55.7)       | Aucun                                                                 | 3 (1983, 1985, 1992)            | [ 89 ] |
| Gregg Popovich* (2023) | Spurs de San Antonio (1996-actuel) | 1 310-653 (66.7)         | 5 (1999, 2003, 2005, 2007, 2014)                                      | 3 (2003, 2012, 2014)            | [ 90 ] |
| Jack Ramsay* (1992)    | 76ers de Philadelphie (1969-1972) Braves de Buffalo (1972-1976) Trail Blazers de Portland (1976-1986) Pacers de l'Indiana (1986-1988) | 864-783 (52.5)           | 1 (1977)                                                              | Aucun                           | [ 91 ] |
| Pat Riley* (2008)      | Lakers de Los Angeles (1981-1990) Knicks de New York (1991-1995) Heat de Miami (1995-2003, 2005-2008) | 1 210-689 (63.6)         | 5 (1982, 1985, 1987, 1988, 2006)                                      | 3 (1990, 1993, 1997)            | [ 92 ] |
| Doc Rivers             | Magic d'Orlando (1999-2003) Celtics de Boston (2004-2013) Clippers de Los Angeles (2013-2020) 76ers de Philadelphie (2020-2023) Bucks de Milwaukee (2024-actuel) | 992-704 (58.5)           | 1 (2008)                                                              | 1 (2000)                        | [ 93 ] |
| Jerry Sloan* (2009)    | Bulls de Chicago (1979-1982) Jazz de l'Utah (1988-2011) | 1 221-803 (60.3)         | Aucun                                                                 | Aucun                           | [ 94 ] |
| Erik Spoelstra         | Heat de Miami (2008-actuel) | 607-424 (58.9)           | 2 (2012, 2013)                                                        | Aucun                           | [ 95 ] |
| Lenny Wilkens* (1998)  | SuperSonics de Seattle (1969-1972, 1977-1985) Trail Blazers de Portland (1975-1976) Cavaliers de Cleveland (1987-1993) Hawks d'Atlanta (1993-1999) Raptors de Toronto (2001-2003) Knicks de New York (2004-2005)                                                                                   | 1 332-1 155 (53.6)       | 1 (1979)                                                              | 1 (1994)                        | [ 96 ] |

### Note
1. ↑  76 joueurs ont été sélectionnés en raison d'une égalité